# Paul Silvestre
Pour les articles homonymes, voir Silvestre.
Paul Silvestre, né à Toulouse le 17 février 1884 et mort à Ivry-sur-Seine le 12 juin 1976, est un sculpteur français, lauréat du prix de Rome en 1912.

## Biographie
Paul Silvestre naît à Toulouse, où son père est menuisier.
Il est admis en 1905 à l’école des beaux-arts de Paris dans les ateliers d’Antonin Mercié et d’Antonin Carlès.
Admis au deuxième essai pour le prix de Rome en 1906, il monte en loge troisième en 1907 et premier en 1908. En 1911, il est récompensé par le deuxième second grand prix ainsi que par le prix Desprez, puis par le premier second grand prix de Rome en 1912.
Il expose régulièrement dès 1921 au Salon des artistes français, où il obtient une médaille d'or en 1930. Sociétaire hors-concours de la Société des artistes français, il reçoit un diplôme d’honneur pour l’Exposition internationale des Arts et Techniques de 1937 à Paris pour ses quatre stèles ornant la façade du pavillon Languedoc-Pyrénées.
Il est nommé chevalier de la Légion d’honneur en 1906.

## Œuvres
- Oreste endormi : bas-relief en plâtre avec lequel l’artiste obtint le deuxième second grand prix de Rome en 1911. École municipale des beaux-arts de Toulouse[1].
- Berger chaldéen étudiant les astres : bas-relief en plâtre, premier second grand prix de Rome en 1912. École municipale des beaux-arts de Toulouse [2].
- L’Aigle, Le Coq de Bruyère, L’Isard, L’Ours : quatre hauts-reliefs en ciment du Pavillon Languedoc-Pyrénées de l'Exposition des Arts et Techniques de 1937. Disposés autour d’un bassin central dans lequel un jeune faune tient une truite des Pyrénées. Un jet d’eau coulait dans un vivier au milieu des anguilles et des truites vivantes qui animaient l’eau du bassin [3]. Ces hauts-reliefs sont conservés au musée de la ville de Mont-de-Marsan.
- Le Forgeron : cette statue de 1 250 kg pour 3,84 m de haut représente un ouvrier forgeron vêtu du tablier de cuir et portant un marteau et des tenailles. Destinée à orner l’entrée du palais du Métal de l'Exposition des Arts et Techniques de 1937. Elle est remarquée par le maire Isidore Thivrier et érigée en mai 1939 sur la place Martenot à Commentry[4],[5].
- Monument aux morts d’Argentan : Silvestre est l’auteur du bas-relief qui orne la partie centrale du monument aux morts inauguré en 1923[6].
- Monument aux morts de Saverdun : ce bronze représente une allégorie de la Victoire ailée brandissant une paire de couronnes de laurier. Salon de la Société des artistes français de 1923 (n° 3701 du catalogue). Le 6 août 2007, le mémorial est inscrit au titre de monument historique. L'artiste exécute un autre exemplaire de cette figure pour le monument de Foug[7],[8].
- Jeunesse (1914) dans le parc des Cordeliers, à Salins-les-Bains.
- Monument aux morts de l'église luthérienne de l'Ascension, 49 rue Dulong à Paris (17e), signé et daté en 1919.
- Silvestre réalise également de nombreux petits sujets en bronze[9].

### Bibliographie

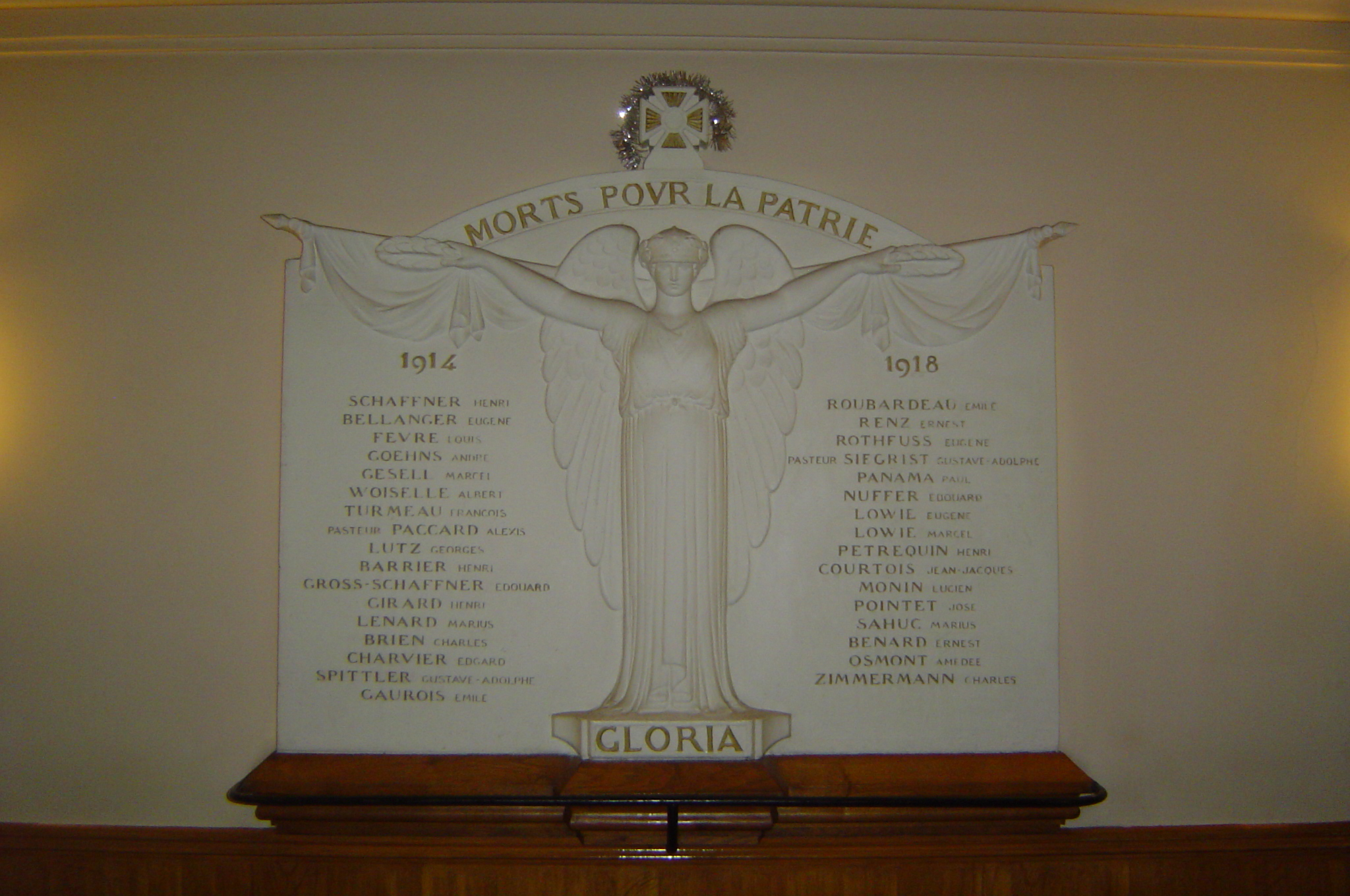
Paul Silvestre, Monument aux morts, signé daté en 1919, moule en platre, 142 x 89 cm, Paris, église luthérienne de l'Ascension